# Donald Judd
Donald Clarence Judd (Excelsior Springs, 3 de junho de 1928 - Manhattan, 12 de fevereiro de 1994) foi um pintor e artista plástico minimalista, norte-americano.

## Vida
Pintor norte-americano, Donald Judd nasceu em 1928, em Excelsior Springs (Missouri), nos Estados Unidos da América. Frequentou a escola de arte Art Students League e a Columbia University, ambas em Nova Iorque. Donald Judd procura superar o carácter representativo, ilusório e simbólico da pintura e dedica-se exclusivamente à escultura. Interessa-lhe a tridimensionalidade da escultura e a relação que os objetos estabelecem com o espaço e com o solo. Nos seus trabalhos, que resultam de uma radical simplificação das formas, dos materiais e das cores, o artista pretende acentuar as qualidades físicas e plásticas, sem imitar ou expressar nada para além da realidade física e sensível das formas. Esta redução expressiva e formal é acompanhada pela quase eliminação do contacto direto do artista na produção das peças que muitas vezes eram inteiramente produzidas em fábricas. Os materiais que mais utiliza são o contraplacado, o ferro, o alumínio e a madeira, muitas vezes pintados. Um dos seus trabalhos mais conhecidos, a série de esculturas que são designadas por "Pilhas", resultam da repetição vertical de caixas retangulares, ao longo de uma parede. Apresentam uma das ideias de composição recorrentes nas obras de Judd: a serialidade, a combinatória e a variação de figuras simples. Para além de esculturas, Donald Judd desenhou algumas peças de mobiliário. Morreu em 1994, em Nova Iorque.